# Vláda Kazimíra Badeniho

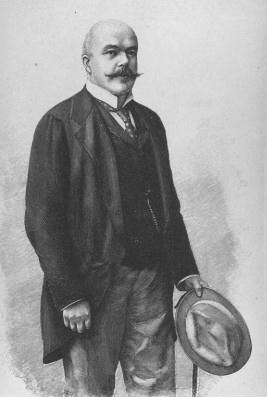
Ministerský předseda Kazimír Felix Badeni

Vláda Kazimíra Badeniho byla předlitavská vláda, úřadující od 30. září 1895 do 30. listopadu 1897. Po pádu vlády Alfreda Windischgrätze ji během období úřednické vlády Ericha Kielmansegga sestavil Kazimír Felix Badeni. Záhy po svém nástupu prosadil v říšské radě potřebnou reformu volebního práva, jež spočívala v zavedení páté volební kurie s všeobecným volebním právem a kterou císař potvrdil 14. června 1896.
Badeni to dokázal mimo jiné díky podpoře mladočechů, s nimiž za odměnu začal vyjednávat o jazykových nařízeních. Pro svůj návrh zrovnoprávnění češtiny a němčiny nejen ve vnějším, ale také ve vnitřním úředním styku v Čechách a na Moravě, ovšem nezískal podporu ani v parlamentu, ani ve vládě. Doufal, že pro svůj návrh nalezne oporu u císaře Františka Josefa I., a tak demonstrativně podal demisi, kterou císař podle jeho očekávání skutečně nepřijal. Následně došlo v poslanecké sněmovně říšské rady k přeskupení sil a vytvoření širokého uskupení (Polský klub, mladočeši, německá katolická lidová strana aj.), která Badeniho podpořila. Když pak však Badeni jazyková nařízení vydal, zahájila německá opozice v parlamentu obstrukce, které brzy přerostly v invektivy a rvačky na parlamentní půdě. Tyto okolnosti Badeniho přivedly k podání demise 28. listopadu 1897. Tentokrát ji císař přijal a za několik dní jmenoval novou vládu Paula Gautsche, která měla situaci uklidnit.

## Složení vlády
| Resort                              | Ministr                       | Nástup do funkce | Konec funkce       |
| ----------------------------------- | ----------------------------- | ---------------- | ------------------ |
| ministerský předseda                | Kazimír Felix Badeni          | 30. září 1895    | 30. listopadu 1897 |
| ministr zemědělství                 | Johann Ledebur-Wicheln        | 30. září 1895    | 30. listopadu 1897 |
| ministr obchodu                     | Hugo Glanz von Eicha          | 30. září 1895    | 30. listopadu 1897 |
| ministr kultu a vyučování           | Paul Gautsch von Frankenthurn | 30. září 1895    | 30. listopadu 1897 |
| ministr financí                     | Leo von Bilinski              | 30. září 1895    | 30. listopadu 1897 |
| ministr vnitra                      | Kazimír Felix Badeni          | 30. září 1895    | 30. listopadu 1897 |
| ministr spravedlnosti               | Johann Nepomuk Gleispach      | 30. září 1895    | 30. listopadu 1897 |
| ministr zeměbrany                   | Zeno Welsersheimb             | 30. září 1895    | 30. listopadu 1897 |
| ministr železnic                    | Emil von Guttenberg           | 17. ledna 1896   | 30. listopadu 1897 |
| ministr pro haličské záležitosti    | Edward Rittner                | ???              | 30. listopadu 1897 |
| společní ministři Rakouska-Uherska: |                               |                  |                    |
| * ministr zahraničí                 | Agenor Gołuchowski            | 30. září 1895    | 30. listopadu 1897 |
| * ministr války                     | Edmund von Krieghammer        | 30. září 1895    | 30. listopadu 1897 |
| * ministr financí                   | Benjámin Kállay               | 30. září 1895    | 30. listopadu 1897 |